# Manuel Alfonseca Moreno
Manuel Alfonseca (Madrid, 1946) es un escritor y catedrático de universidad español. 
Es hijo del pintor y escultor Manuel Alfonseca Santana.

## Trayectoria
Es doctor Ingeniero de Telecomunicación (Premio Nacional Fin de Carrera) y licenciado en Informática. Trabajó veintidós años en IBM (1972-1994), donde alcanzó el nivel de Asesor Técnico Senior y participó en el diseño y la implementación de 10 productos internacionales. Ha sido profesor de las Universidades Complutense, Politécnica y Autónoma de Madrid, donde ha sido catedrático (actualmente profesor honorario) y fue director de la Escuela Politécnica Superior (2001-2004).
Ha publicado unos doscientos artículos técnicos en castellano y en inglés sobre teoría de lenguajes, simulación e inteligencia artificial, así como numerosos artículos de divulgación científica como colaborador de La Vanguardia de Barcelona, en su propio blog y en el blog de la Asociación Española de Comunicación Científica.
Es autor de más de cincuenta libros en los campos de informática, divulgación científica y novela histórica, de misterio, fantasía y ciencia ficción.

## Premios
Fue Premio Nacional Fin de Carrera de Ingeniería de Telecomunicación. Ha recibido el Premio Lazarillo (1988) y el Premio La Brújula de Narrativa Infantil y Juvenil de Valores (2012), además de haber quedado finalista varias veces (por ejemplo, en el Lazarillo 1987). Algunos de sus libros han sido incluidos en listas de honor. También recibió de IBM tres Outstanding Technical Achievement Award (1981, 1983, 1985) y un Technical Paper Award (1989) . 

## Obra selecta
Novelas
a) Fantasía
a1) Serie El Rompecabezas Mágico
- El viaje de Tivo el Arriesgado, Siglo Cultural, 1986. Traducida al inglés como The journey of Tivo the Dauntless, Writers Club Press, San José, CA, 2000, 2017.
- El misterio del Lago Negro, Siglo Cultural, 1986. Traducida al inglés como The Mystery of the Black Lake.
- La odisea del Cisne de Plata, Siglo Cultural, 1986. Traducida al inglés como The Silver Swan.
- El misterio del campo de hielo, Siglo Cultural, 1986. Traducida al inglés como The Secret of the Ice Field.
- El continente perdido, Siglo Cultural, 1986. Traducida al inglés como The Lost Continent.

a2) Varias
- La aventura de Sir Karel de Nortumbria, Espasa Calpe, 1990,  Anaya, 2002. CreateSpace, 2016.
- Ennia, Noguer, 1993. Traducida al inglés como Ennia in Fairie.

b) Novela histórica
b1) Serie Familia Eolia
- El sello de Eolo,  Edebé, 2000. Traducida al inglés como The Seal of Aeolus.
- La tabla esmeralda,  Palabra, 2004. Traducida al inglés como The Emerald Tablet.
- La corona tartesia, San Pablo, 2012. (IV Premio La Brújula).[11] Traducida al inglés como The Tartessian Crown.

b2) Varias
- El rubí del Ganges, Noguer, 1989. (Premio Lazarillo 1988, publicado en catalán). Traducida al inglés como The Ruby of the Ganges.
- La herencia del rey Escorpión, Aguilar, 1989. (Finalista del premio Lazarillo 1987 y del premio Elena Fortún 1988, publicado en francés con el título La revanche d'Osiris, Hachette, 1993). Traducida al inglés como The Heirloom of King Scorpion.
- Mano Escondida, Alfaguara, 1991. Reeditada por Oxford University Press, 2012. Traducida al inglés como Hidden Hand.
- El agua de la vida,  S.M., 1998. Traducida al inglés como The Water of Life.
- Una cuestión de honor,  Palabra, 1998.

c) Ciencia ficción
c1) Serie Sistema Solar
- Bajo un cielo anaranjado,  S.M., 1992. Traducida al inglés como Under an Orange Sky.
- Descenso al infierno de Venus,  Palabra, 1999. Traducida al inglés como Descent into the Hell of Venus.
- Operación Quatuor, 2016. Traducida al inglés como Operation Quatuor.
- Operación Viginti, 2023. Traducida al inglés como Operation Viginti.

c2) Serie Tierra-9
- La historia de la colonia Tierra-9, 2013. Traducida al inglés como The History of the Earth-9 Colony.
- Retorno a la colonia Tierra-9, 2022. Traducida al inglés como The Earth-9 Colony Revisited.

c3) Varias
- Un rostro en el tiempo, Noguer, 1989. (Finalista del premio de la CCEI, 1989). Reeditada por Edelvives, 2012. Traducida al inglés como A Face in Time.
- Más allá del agujero negro, Terra Nova, 1995. Traducida al inglés como Beyond the Black Hole.
- Tras el último dinosaurio,  Edebé, 1996. (Publicado en catalán y en gallego). Traducida al inglés como The Last Dinosaur.
- La escala de Jacob,  S.M., 2001.  Traducida al inglés como  Jacob's Ladder.
- Los moradores de la noche,  Anaya, 2012. Finalista del Premio a la Mejor Novela Nacional Independiente de El Templo de las mil Puertas, 2013.

d) Misterio e intriga
d1) Serie Los Sabuesos de la Transición
- El zahir de Quetzalcoatl, Schedas, 2014. Traducida al inglés como Quetzalcoatl's Zahir, 2017.
- El misterio de la casa encantada, Schedas, 2014. Traducida al inglés como The Mystery of the Haunted House, 2017.
- El misterio del brazalete de zafiros, Schedas, 2015. Traducida al inglés como The Mystery of the Sapphire Bracelet, 2017.
- El misterio de la luna de miel, Schedas, 2015. Traducida al inglés como The Mystery of the Honeymoon, 2017.
- El misterio de la Quinta del Alimoche, Schedas, 2017. Traducida al inglés como The Mystery of the Egyptian Vulture Country House, 2017.

d2) Varias
- Historias en la oscuridad, 2014.

e) Varios
- Espérame, Nina, voy contigo,  Palabra, 1997.
- Albatros,  Anaya, 2001. Traducida al inglés como Albatross.

Divulgación científica
- Human cultures and evolution, Vantage Press, New York, 1979.
- La vida en otros mundos, Alhambra, 1982. McGraw Hill, 1993.
- El futuro de la evolución, Alhambra, 1985.
- El tiempo y el hombre, Alhambra, 1985.
- De lo infinitamente pequeño a lo infinitamente grande, Alhambra, 1986.
- 1000 grandes científicos, diccionario Espasa, 1996.
- El quinto nivel, Adhara, 2005. Edición revisada con el título El Quinto Nivel de la Evolución, CreateSpace, 2014. Traducida al inglés como The Fifth Level of Evolution.
- El tiempo y el hombre, Ediciones U.A.M., 2008, 2022. Traducida al inglés como Time and Man, 2022.
- ¿Es compatible Dios con la ciencia? Evolución y cosmología, CEU Ediciones, 2013.
- 60 preguntas sobre ciencia y fe respondidas por 26 profesores de universidad, ed. Francisco José Soler Gil y Manuel Alfonseca. Stella Maris, 2014. Nueva edición Schedas 2020.
- Viajes hacia lo infinitamente pequeño y lo infinitamente grande. Ediciones Logos e Instituto de Filosofía Universidad Austral, Buenos Aires, 2015.
- World Population: Past, Present, & Future. World Scientific, Singapur, 2016. Coauthors: Julio A. Gonzalo, Félix F. Muñoz.
- Evolución biológica y cultural en la historia de la vida y del hombre, CEU Ediciones, 2017.
- Todo es número. ¿Es matemática la realidad? EMSE EDAPP, Barcelona, 2019.
- Un universo en evolución, CEU Ediciones, 2023.

Divulgación informática
- Cómo hacer juegos de aventura, Siglo Cultural, Enciclopedia Práctica de la Informática Aplicada, nr. 1, Madrid 1986.
- Aprenda Matemáticas y Estadística con el lenguaje APL, Siglo Cultural, Enciclopedia Práctica de la Informática Aplicada, nr. 30, Madrid 1987.

Textos informática
- Teoría de Lenguajes, Gramáticas y Autómatas, Universidad y Cultura, Textos de Cátedra, Madrid 1987, 1991, Promosoft, 1997. Coautores: Justo Sancho y Miguel Ángel Martínez Orga.
- Programación Orientada a Objetos, Anaya Multimedia, 1992. Coautor: Alfonso Alcalá.
- Guía práctica de C y C++, Anaya Multimedia, 1999. Edición revisada y ampliada, 2005. Edición revisada y ampliada, 2014. Coautor: Alejandro Sierra.
- Compiladores e intérpretes: teoría y práctica, Pearson Education, 2006. Coautores: Marina de la Cruz, Alfonso Ortega, Estrella Pulido.
- Teoría de Autómatas y Lenguajes Formales, McGraw Hill, 2007. ISBN 978-84-481-5637-4. Coautores: Enrique Alfonseca, Roberto Moriyón.

Varios
- Krishna frente a Cristo, 1978, 2022. ISBN 84-300-0252-9, 979-84-2441532-6.